# 朝鲜法律
朝鲜民主主义人民共和国的法律继承自日治时期法律并融合苏联法律的法律体系。它受《朝鲜民主主义人民共和国社会主义宪法》管辖并基于朝鲜之政治体制运作。

## 法律系统
朝鲜法典基于欧陆法系制定（部分条款继承自日本，且与韩国类似）。截至2015年12月，朝鲜共有236部法律法规正在施行，其中约五成与经济管理相关。外商投资法律完善、更新，仲裁制度高度发达。
朝鲜以苏联模式为基础制定三级法院系统，包括中央裁判所、道级裁判所和县级裁判所。司法事务由中央检察院管辖.。
刑法典基于罪刑法定原則原则制定，虽有几项刑法修正案削减意识形态对罪名的影响，但本法仍为平壤实施政治操纵的工具。法院不仅执行与刑事和民事事务相关的法律程序，还执行与政治案件相关的法律程序。政治犯被送到劳改营，而刑事罪犯则被关押在单独的系统中。

## 法律人士
朝鲜律师必须加入朝鲜律师协会。该协会的中央委员会决定律师专业标准以及律师资格的管理。在朝鲜，律师不由个人或机构委托，而是由委员会收集请求后分发案件并向被委托人支付报酬。但由于任何公民都可能在民事或刑事诉讼中提供代理，律师并不对法律服务享有垄断权。金日成综合大学法学院是唯一提供法律教育的大学级机构。 12年来，迈克尔·海是唯一一位在朝鲜开展业务的外国律师。据称，他为外国公司办理的案件有七成（完全或部分）胜诉。

## 法律与政治
据朝鲜人权委员会名誉主席罗伯特·柯林斯称，朝鲜法律分为三等：金正恩的圣旨，朝鲜劳动党制定的《確立黨的唯一思想體系十大原則》等詔令文書——特别是朝鲜劳动党中央委员会组织指导部的政策指导、《朝鲜劳动党章程》和国内民法，最后是《朝鮮民主主義人民共和國社會主義憲法》。朝鲜劳动党在保持朝鲜各政党在国内的政治主导角色的同时，为高于一切政治实体的最高领导人服务。与其他共产主义政权一样，国家和社会为党服务，政党凌驾于法律之上。

## 延伸阅读
- Chʻoe Chong-go. . Seoul: Seoul National University Press. 2005. ISBN 978-89-521-0635-3.
- Kim Jong-il. . Pyongyang: Foreign Languages Publishing House. 1986. OCLC 25030491.
- Sung Yoon Cho. . Washington: Library of Congress. 1988. OCLC 898316632.
- Goedde, Patricia. . 2003  [2021-11-26]. （原始内容存档于2020-10-21）.
- Robin Radin. . 1997  [2021-11-26]. （原始内容存档于2021-03-05）.